# Dreikindrecht
Das Dreikindrecht (auch Dreikinderrecht, lat. ius trium liberorum) war zu Beginn des römischen Kaiserreichs eine Maßnahme zur gesellschaftlichen Neuordnung.

## Hintergrund
Während in den griechischen póleis das Bevölkerungswachstum eher gebremst wurde, nicht zuletzt durch Kindstötung, hat man im expandierenden Römischen Reich manchmal versucht, es nach Hungersnöten, Kriegen oder Seuchen wieder anzuregen.
Die Ehegesetze des Augustus von 18 v. Chr. und 9 n. Chr. (Lex Iulia et Papia), die dieser in Ausübung der ihm übertragenen cura legum et morum (Aufsicht über Gesetze und Sitten) verordnet hatte und die auch das Dreikindrecht umfassten, sollten nach den römischen Bürgerkriegen Ehe- und Kinderlosigkeit in den höheren Ständen bekämpfen und zur Wiederherstellung der öffentlichen Moral beitragen.

## Inhalt
Mit dem Dreikindrecht wurden Eltern ausgezeichnet, wenn sie mindestens drei leibliche oder adoptierte Kinder hatten. Bürgern, die sich in besonderer Weise um Rom verdient gemacht hatten, konnte das Dreikindrecht ehrenhalber verliehen werden, so beispielsweise dem Dichter Martial. Freigelassene mussten in Italien vier (ius quattuor liberorum), in den Provinzen fünf Kinder haben, um das Dreikindrecht zu erhalten.
Das Dreikindrecht gewährte besondere Privilegien, beispielsweise den freien Eintritt in Theateraufführungen oder den schnelleren Aufstieg in höhere Ämter. Aus den Müttern machte dieses Recht geschäftsfähige Personen. Sie wurden aus der Geschlechtsvormundschaft des tutor mulieris entlassen, dem Frauen im Alten Rom normalerweise unterstanden, und durften dann beispielsweise ihren Besitz selber verwalten. Auf der anderen Seite verloren kinderlose Ehepaare das Anrecht auf die Hälfte einer Erbschaft. Seiner eigenen Tochter Julia verweigerte Augustus hingegen diese Freiheit, obwohl sie fünf Kinder hatte.
Anfang des 2. Jahrhunderts n. Chr. bedankte sich Plinius der Jüngere, der trotz dreier Ehen keine Kinder hatte, für die Verleihung des Dreikindrechts bei Kaiser Trajan:

Exprimere, domine, verbis non possum, quantum mihi gaudium attuleris, quod me dignum putasti iure trium liberorum.

„Mir fehlen die Worte, Herr, um auszudrücken, welche Freude Du mir gemacht hast, dass Du mich des Dreikinderrechts für würdig befunden hast.“